# Forever Young (Rod Stewart)
Forever Young è un singolo del cantautore britannico Rod Stewart, pubblicato il 4 luglio 1988 come secondo estratto dal quindicesimo album in studio Out of Order.

## Descrizione
Il singolo come melodia musicale (ma anche il testo) somiglia all'omonima canzone di Bob Dylan del 1974.

## Video musicale
Il videoclip è stato girato negli ambienti rurali degli Stati Uniti dove si può vedere Stewart e suo figlio seduti nella parte posteriore di un pick-up scuro. Nel video inoltre appaiono una cabriolet con tre ragazze a bordo, tre giardinieri, un pick-up rosso, cinque moto, una scena dove Stewart e suo figlio sono seduti sopra il fieno ed infine tutte le persone che si ritrovano tutte insieme.

## Classifiche
| Classifica (1988)                | Posizione massima |
| -------------------------------- | ----------------- |
| Canada                           | 5                 |
| Nuova Zelanda                    | 46                |
| Regno Unito                      | 57                |
| Stati Uniti                      | 12                |
| Stati Uniti (adult contemporary) | 3                 |
| Stati Uniti (mainstream rock)    | 13                |
| Sudafrica                        | 3                 |